# Alexander Slatnow
Alexander Slatnow (Teterow, RDA, 29 de septiembre de 1950-Nuevo Brandeburgo, Alemania, 21 de mayo de 2003) fue un deportista de la RDA que compitió en piragüismo en la modalidad de aguas tranquilas. Ganó dos medallas de oro en el Campeonato Mundial de Piragüismo en los años 1971 y 1975.

## Palmarés internacional
| Campeonato Mundial | Campeonato Mundial    | Campeonato Mundial | Campeonato Mundial |
| Año                | Lugar                 | Medalla            | Evento             |
| ------------------ | --------------------- | ------------------ | ------------------ |
| 1971               | Belgrado (Yugoslavia) | Medalla de oro     | K2 1000 m          |
| 1975               | Belgrado (Yugoslavia) | Medalla de oro     | K2 1000 m          |